# Šimljanik
Šimljanik is een plaats in de gemeente Berek in de Kroatische provincie Bjelovar-Bilogora. De plaats telt 47 inwoners (2001).